# Statue de Jacques II
La statue de Jacques II est une sculpture en bronze située dans le jardin devant la National Gallery à Trafalgar Square, Londres, Royaume-Uni. Probablement inspirée des statues françaises de la même période, elle représente le roi Jacques II d'Angleterre en empereur romain, portant une armure romaine et une couronne de laurier (attribuée traditionnellement aux commandants romains victorieux). À l'origine, elle le représentait également tenant un bâton de commandement. La statue fut réalisée par le célèbre sculpteur bruxellois Pierre Van Dievoet et par Laurent Vander Meulen de Malines pour l'atelier de Grinling Gibbons. La statue a été déplacée à plusieurs reprises depuis qu'elle a été érigée pour la première fois devant l'ancien palais de Whitehall en 1686, deux ans seulement avant la destitution de Jacques II.

## Description
La statue est exécutée en bronze et représente Jacques II en empereur romain. Il est représenté debout dans une posture contrapposto et pointant vers le bas dans "une grande facilité d'attitude et une certaine sérénité d'air", comme l'a décrit Allan Cunningham. Il tenait autrefois un bâton de commandement dans sa main droite. Le visage serait une excellente représentation du roi. Exceptionnellement pour l'époque, le sculpteur a recherché une certaine fidélité aux styles classiques originaux ; Jacques II est représenté portant une couronne de laurier sur des cheveux courts, tandis que d'autres statues de style impérial de Charles II et de Jacques II représentaient les deux rois avec une combinaison anachronique d'armure romaine et de perruque du XVIIe siècle. La statue a probablement été inspirée par des représentations impériales similaires de Louis XIV de France. L'une d'elles en particulier, une statue colossale de Louis XIV portant une armure romaine avec une couronne de laurier et un bâton, par Martin Dujardin, est si semblable en nature aux figures de Charles II et de Jacques II qu'elle a pu leur servir d'inspiration directe.
Le socle porte inscrite la légende : JACOBUS SECUNDUS/ DEI GRATIA/ ANGLIÆ SCOTIÆ/ FRANCIÆ ET/ HIBERNIÆ/ REX/ FIDEI DEFENSOR/ ANNO M.D.C.LXXXVI, ce qui se traduit par : "Jacques II, par la grâce de Dieu, roi d'Angleterre, d'Écosse, de France et d'Irlande. Défenseur de la foi. 1686."

## Histoire

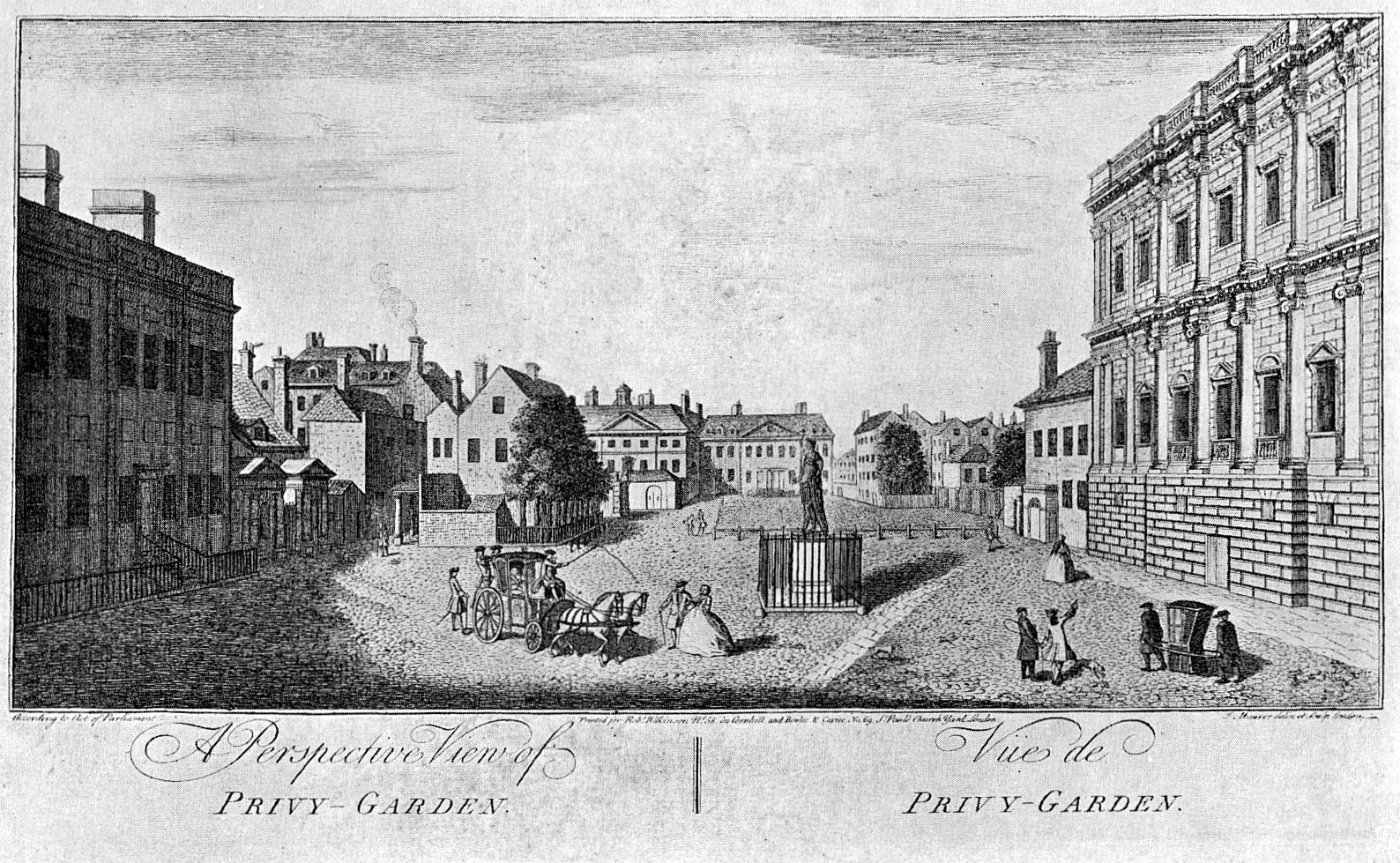
Les Privy Gardens du palais de Whitehall en 1741; la statue est visible à droite.

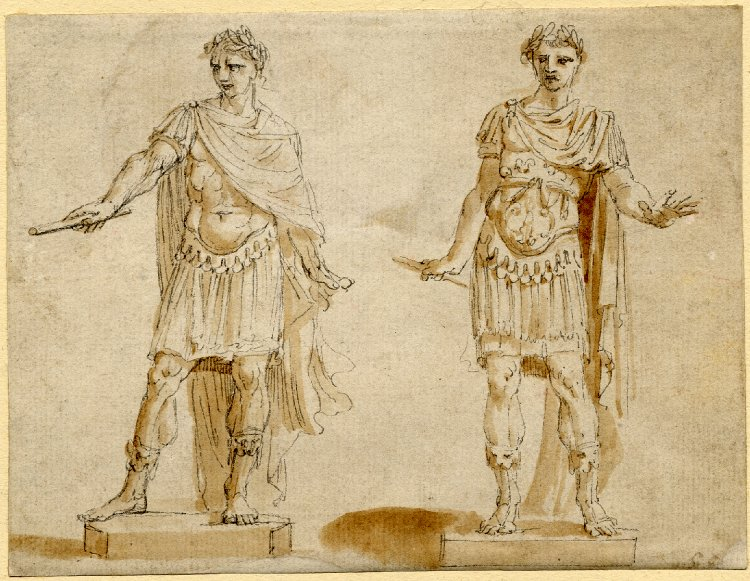
Studies for a statue of a figure in Roman dress, par Pierre van Dievoet, au British Museum.

La statue de Jacques II est l'une des trois des monarques Stuart commandées par le serviteur royal Tobias Rustat à l'atelier de Grinling Gibbons dans les années 1670 et 80, les autres étant du frère et prédécesseur de Jacques, Charles II : une statue équestre au château de Windsor et une figure debout au Royal Hospital de Chelsea. La statue de Jacques II a été commandée pour le palais de Whitehall, apparemment en même temps que le debout Charles II, et les deux œuvres auraient pu être conçues comme des pièces pendantes. Elle a été produite dans l'atelier de Grinling Gibbons à un coût déclaré de 300 £ (équivalent à environ 42 000 £ en 2014). Bien que longtemps attribuées à Gibbons lui-même, les sculptures à grande échelle n'étaient pas son fort et il est probable que les principaux auteurs de la statue étaient Pierre Van Dievoet et Laurent Vandermeulen.

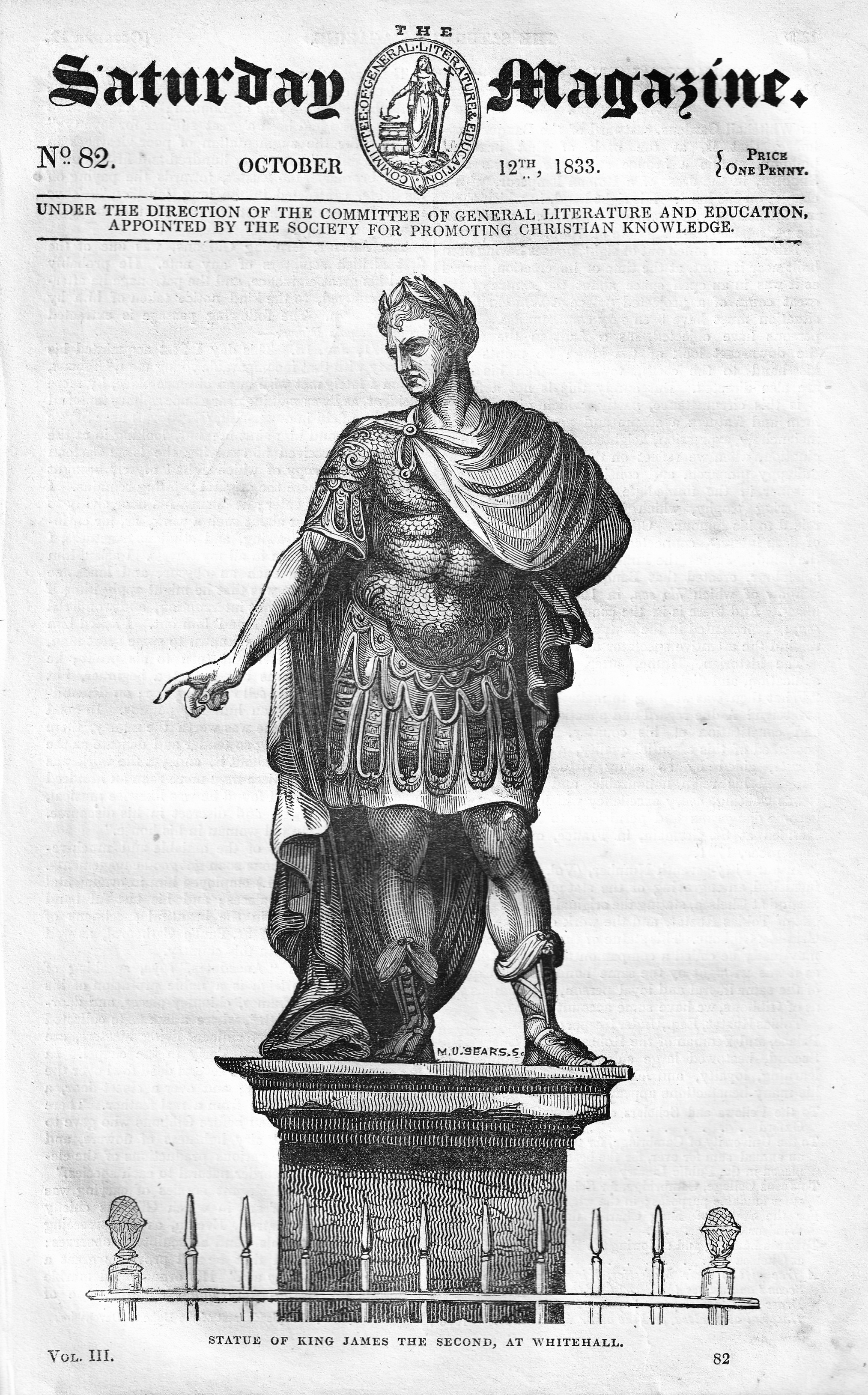
Gravure de la statue en première page du The Saturday Magazine (1833)

La statue a été érigée au palais de Whitehall le 24 mars 1686, comme l'a enregistré un contemporain, Sir John Bramston le jeune. George Vertue, qui a trouvé un accord et un reçu de paiement pour l'œuvre, a écrit qu'elle était "modelée et réalisée par Lawrence [Vandermeulen] (de Bruxelles) [sic]... & Devoot [c'est-à-dire Pierre Van Dievoet] (de Malines)[sic] qui était employé par... Gibbons", et que Thomas Benniere était impliqué dans le moulage. Une série de cinq dessins au British Museum, qui pourrait être pour la statue de Charles II ou celle de Jacques II, est attribuée diversement à Gibbons ou à Pierre Van Dievoet. Ses qualités artistiques ont été louées par J.P. Malcolm dans son ouvrage de 1803, London Redivivum, dans lequel il écrivait : 

« Il n'y a qu'un défaut dans la figure, et c'est l'attitude. Le roi semble pointer du doigt la terre vers laquelle ses yeux sont dirigés ; mais pourquoi ? C'est sûrement une erreur flagrante. Cependant, peut-être que l'artiste a peut-être été « commandé » de faire la statue ainsi ; et sinon, son erreur est plus que contrebalancée par les beaux tours des muscles, l'excellence des traits et les vrais plis de la draperie. »

La statue de Jacques II a été déplacée à plusieurs endroits depuis sa première érection. Elle se trouvait à l'origine dans la cour de galets du palais de Whitehall, où elle a été installée le jour du Nouvel An 1686. Elle était située derrière la Maison des banquets et faisait face à la rivière, une position qui a attiré beaucoup de commentaires satiriques après la fuite de Jacques de Londres pendant la glorieuse Révolution de 1688 ; il a été dit que l'emplacement de la statue indiquait sa méthode d'évasion.
Elle a été démontée après la Glorieuse Révolution mais a été remise par ordre de Guillaume III. En 1898, elle fut déplacée dans un endroit dans le jardin de la maison Gwydyr mais fut retirée quatre ans plus tard pour faire place aux tribunes pour le couronnement d'Edouard VII. Elle gisait sur le dos au milieu des herbes dans un état de négligence totale jusqu'à ce qu'elle soit ré-érigée en 1903 à l'extérieur du bâtiment de la Nouvelle-Amirauté, mais a de nouveau été déplacée lors de la construction de la Citadelle de l'Amirauté en 1940. Pendant la Seconde Guerre mondiale, elle a été mise en dépôt à la station de métro Aldwych. Elle a été déplacée à son site actuel en 1947. La statue est classée par Historic England comme monument de grade I (édifices d'un intérêt exceptionnel), un statut qui lui a été accordé en 1970.

## Galerie d'illustrations

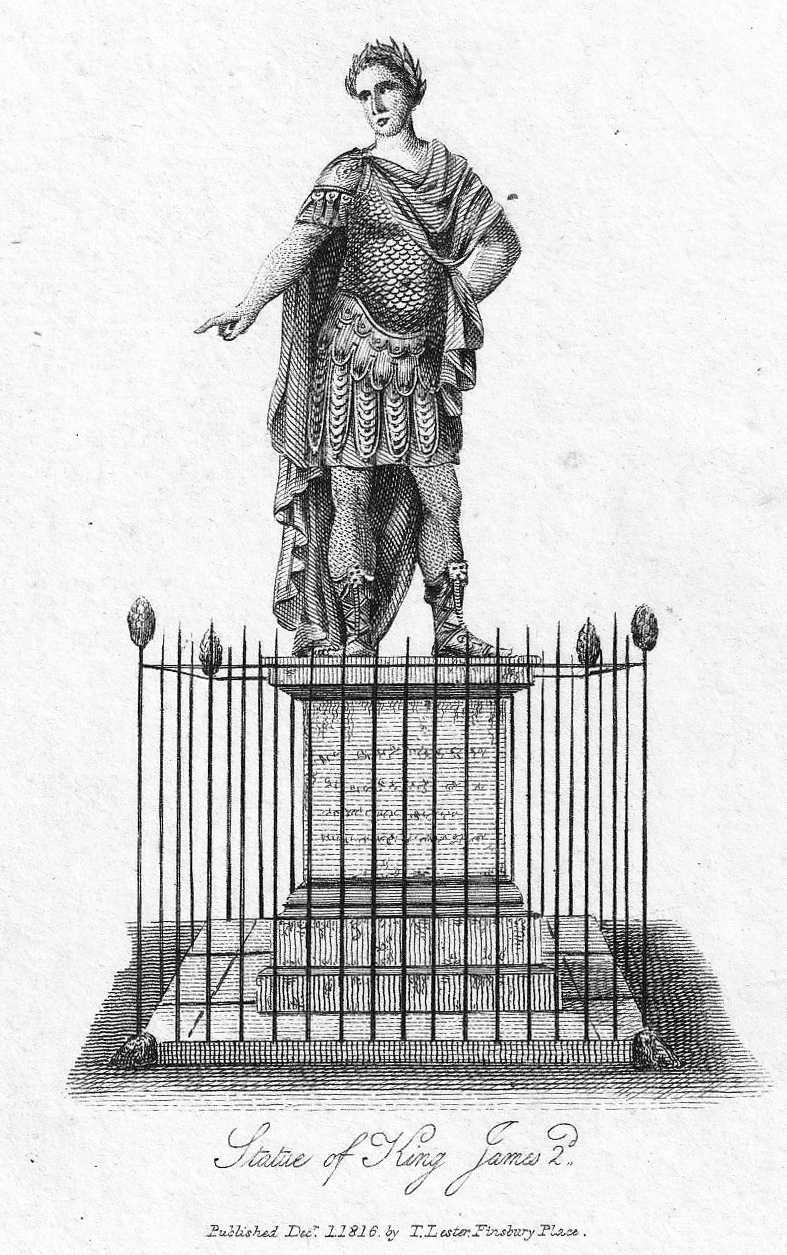
Gravure de la statue par T. Lester (1816).
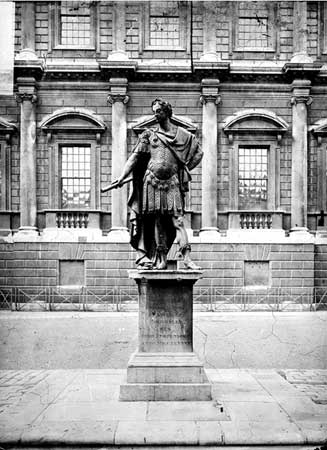
La statue à l'extérieur de la Maison des banquets, Whitehall, en 1897. Alors est encore dans sa main droite le bâton maintenant manquant.
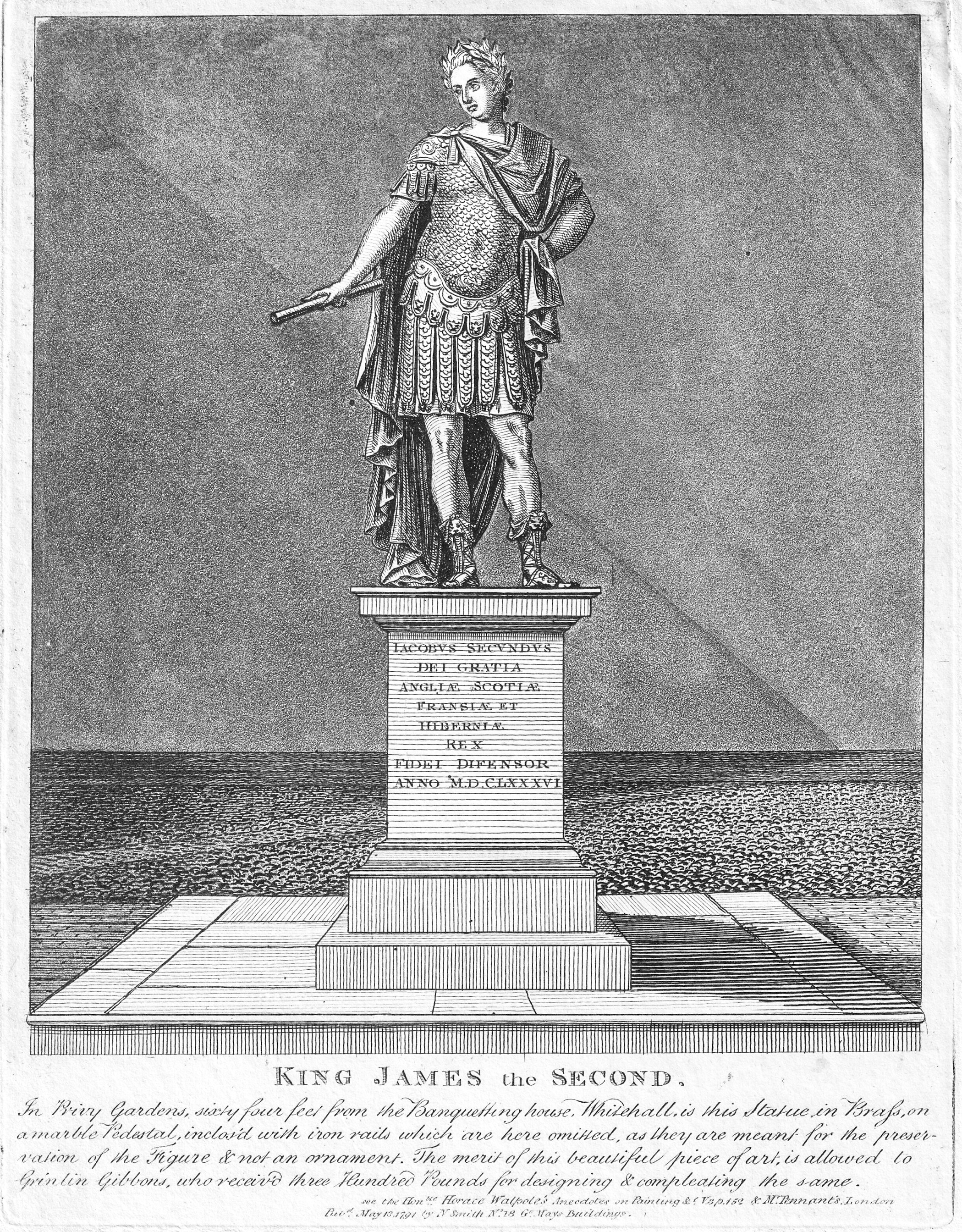
Gravure de la statue par N. Smith (1791).

## Attribution
- (en) Cet article est partiellement ou en totalité issu de l’article de Wikipédia en anglais intitulé « Statue of James II, Trafalgar Square » (voir la liste des auteurs).